# Cernobbio
Cernobbio är en ort och kommun i provinsen Como i regionen Lombardiet i Italien. Kommunen hade 6 701 invånare (2018).